# Alexandru Lahovary
Alexandru Lahovary (Bucarest, 1841-París, 1897) fue un político y orador rumano.

## Biografía
Nacido en Bucarest el 16 de agosto de 1841, descendiente de una familia originaria del condado de Vâlcea, estudió en París en el liceo Louis-le-Grand, luego en la Facultad de Derecho, donde obtuvo en 1862 los dos primeros premios de derecho francés y rumano y en 1865 el título de doctor. De regreso a Rumanía, ingresó por un corto tiempo en la magistratura, para luego dedicarse por entero a la política.
Después de participar activamente en los acontecimientos que precedieron al destronamiento del príncipe Cuza y a la elección del príncipe Carol, fue elegido diputado en la primera Cámara que siguió a la Asamblea Constituyente de 1866. Junto al Ion Ghica, Petre P. Carp, Gheorghe Cantacuzino y Constantin Grădișteanu fundó entonces la llamada «Juna dreaptă». El 30 de julio de 1867 recibió el cargo de secretario general y director del Ministerio de Relaciones Exteriores y ocupó este cargo hasta el 11 de octubre del mismo año. Tras dimitir, volvió a entrar en la vida política, como miembro del partido conservador, y fue elegido diputado del condado de Vâlcea en 1869. Después de la caída del gobierno de Alexandru Golescu, que sucedió en el gabinete a Dimitrie Ghica, Manolache Costache Epureanu compuso, el 20 de abril de 1870, un nuevo gobierno en el que confió a Alexandru Lahovary la cartera de Justicia.Tras la dimisión del Gobierno de Ioan Ghica, el monarca encomendó a Lascăr Catargiu, jefe del partido conservador, la formación de un gabinete que duró cinco años (marzo de 1871-abril de 1876) y en el que Lahovary ocupó la cartera de Justicia durante cuatro años y medio. De este período de actividad ministerial de Lahovary puede mencionarse la reforma del Código Penal y del procedimiento penal. El ministro Ion Brătianu, que tomó las riendas del poder en 1876, gobernó durante doce años. Durante este tiempo Lahovari fue elegido varias veces en la Cámara de Diputados. En 1884, Lahovari se retiró junto con toda la oposición conservadora del Parlamento Liberal y hasta 1888, cuando el gobierno liberal fue derrocado, combatió en la prensa y en mítines públicos al gobierno de entonces.
En noviembre de 1888, cuando se reconstituyó el gabinete de Theodor Rosetti con elementos conservadores, recibió la cartera de Dominios. En marzo de 1889 se formó el Gobierno de Catargiu, en el que Lahovary asumió la cartera de Asuntos Exteriores, que también mantuvo en el gabinete presidido por el general Manu. Cuando Lascăr Catargiu formó el gabinete en noviembre de 1891, volvió a asumir la cartera del Ministerio de Asuntos Exteriores, que mantuvo hasta octubre de 1895, cuando el gobierno conservador se retiró del poder para dar paso a un gobierno liberal. Su última manifestación política fue un discurso pronunciado en la sala Dacia el 27 de octubre de 1896. Falleció en París el 4 de marzo de 1897.